# Евсеевский (Карачаево-Черкесия)
Евсее́вский — хутор в Ногайском районе Карачаево-Черкесии. Входит в состав Эркин-Юртского сельского поселения.

## География
Аул расположен в северной части Ногайского района, на левом берегу реки Кубань. Находится в 21 км к северу от районного центра Эркен-Шахар и в 40 км к северо-западу от города Черкесск. Вдоль северной окраины хутора проходит административная граница республики со Ставропольским краем.
Граничит с землями населённых пунктов: аул Эркен-Юрт на юге и хутор Новородниковский на севере.
Хутор является крайней северной точкой Карачаево-Черкесия и расположено в равнинной зоне республики. Рельеф представляет собой холмистую местность. Терраса имеет общий уклон с запада на восток в сторону долины реки. Средние высоты на территории хутора составляют 371 метр над уровнем моря. Гидрографическая сеть представлена рекой Кубань.

## История
Во время Великой Отечественной войны в окрестностях хутора шли ожесточённые бои.

## Население
| 2002 | 2010 | 2021 |
| ---- | ---- | ---- |
| 208  | ↗237 | ↘213 |

Национальный состав
По данным Всероссийской переписи населения 2010 года:
| Народ               | Численность, чел. | Доля от всего населения, % |
| ------------------- | ----------------- | -------------------------- |
| ногайцы             | 116               | 48,9 %                     |
| русские             | 90                | 38,0 %                     |
| другие / не указано | 31                | 13,1 %                     |
| всего               | 237               | 100 %                      |